# Austin (Minnesota)
Austin – miasto w Stanach Zjednoczonych, w stanie Minnesota, siedziba administracyjna hrabstwa Mower. Położone nad rzeką Cedar, w jego granicach znajdują się dwa jeziora: East Side Lake oraz Mill Pond. Przez miasto przebiega autostrada międzystanowa nr 90. 
W 2015 Austin zostało uznane za jedno z najlepszych małych miast do życia w USA. 

## Geografia
Według United States Census Bureau Austin zajmuje powierzchnię 30,82 km², z czego 0,28 km² to obszary wodne. Przez miasto przepływa rzeka Cedar, a także znajdują się tam jeziora East Side Lake oraz Mill Pond. Znajduje się w strefie klimatu wilgotnego kontynentalnego (według klasyfikacji Köppena Dfa) oraz w strefie mrozoodporności 4b. Zimy są śnieżne z niskimi temperaturami, a lata ciepłe o umiarkowanej wilgotności. 